# Look at Your Game, Girl
Look at Your Game, Girl és una cançó escrita per Charles Manson per al seu àlbum Lie: The Love and Terror Cult (1970). Una cançó folk rock i una balada popular psicodèlica sobre una dona boja. La seva versió de la cançó va rebre crítiques majoritàriament positives per part dels crítics.
Guns N'Roses va publicar una versió de "Look at Your Game, Girl" a l'àlbum The Spaghetti Incident? (1993). Aquesta versió de Guns N'Roses és una balada de música lounge amb guitarra acústica i congues en la seva instrumentació que presenta elements de la música brasilera i caribenya. Els crítics van rebre negativament la cançó i van opinar que era de mal gust. La decisió de Guns N'Roses de "cobrir" la cançó va provocar una considerable controvèrsia, ja que a alguns els preocupava que Manson pogués treure profit de la cançó. Al final, les regalies van ser assignades a Bartek Frykowski, el fill de la víctima de Manson, Wojciech Frykowski, i la controvèrsia no va afectar les vendes de "The Spaghetti Incident?".

## Versió de Guns N'Roses
Axl Rose va afirmar que el seu germà li va presentar la pista. Rose va dir sobre "Look at Your Game, Girl": "Em van agradar la lletra i la melodia. A l'escoltar-la em va sorprendre, i vaig pensar que podria haver-hi altres persones que volguessin escoltar-la".
La cançó va ser llançada a petició de Rose, malgrat la protesta dels seus companys de banda. Rose juntament amb Dizzy Reed (en percussió) són els únics membres de Guns N 'Roses a tocar a la pista, amb la guitarra acústica interpretada per Carlos Booy.
La veu de Rose a la pista és nasal.
Slash va dir que el cover es va fer amb un esperit de "ingenu i innocent humor negre".

## Controvèrsia
Doris Tate, la germana de Sharon Tate, va dir: "¿No s'adona Axl Rose del que aquest home li va fer a la meva família?", "Realment em fa mal i em fa enfadar que Guns N 'Roses exploti els assassinats de la meva germana i altres per obtenir beneficis".
Per contrarestar les afirmacions que estava glorificant Manson, Rose va dir que "de cap manera sóc un expert de Manson ni res, però les coses que ha fet són quelcom en què no crec. És un individu malalt".